# Borsai Ilona
Borsai Ilona (Kolozsvár, 1924. április 10. – Budapest, 1982. július 8.) zenetudós, zenetörténész, népzenekutató, karvezető, középiskolai énektanár.

## Életpályája
Elemi és középiskolai tanulmányait szülővárosában végezte el. 1934–1940 között zongorázni tanult, de ínhüvelygyulladása miatt ezt abba kellett hagynia. 1942-ben érettségizett a Regnum Marianum Leánygimnáziumban. Tanári oklevelet szerzett latin-görög-francia szakon a kolozsvári egyetemen 1946-ban. 1947–1948 között a kolozsvári Állami Magyar Zeneakadémia folklór és pedagógia szakos hallgatója volt. Ezt követően tanulmányait Budapesten folytatta. 1951-ben zenetanári és karvezetői, 1961-ben zenetudományi diplomát szerzett a Zeneművészeti Főiskolán. 1951–1956 között népzenei előadó volt a Népművészeti Intézet Néprajzi Osztályán. 1961–1974 között a Magyar Tudományos Akadémia Népzenekutató Csoportjában dolgozott. 1966–1967 között, valamint 1969-ben és 1971-ben egyiptomi tanulmányúton tartózkodott. 1974–1979 között a Magyar Tudományos Akadémia Zenetudományi Intézetének tudományos munkatársa volt.

### Munkássága
Gyűjtő munkája elsősorban a kopt liturgia dallamvilágára terjedt ki. Népzenekutatóként a Mátra-vidék zenei életét vizsgálta; a summások dalait, népi gyermekmondókákat, énekes játékokat gyűjtött. Közreműködött Dobszay László A magyar dal című könyvében (1984).

## Családja
Apai nagyszülei: Borsai Áron (1866–1942; 1900-ig Wettenstein Áron) orvos és Zimmermann Laura voltak. Anyai nagyapja: Herz Sándor (1875–1939) fogorvos volt. Szülei: Borsai András, a Ganz-gyár kolozsvári fiókjának elektromérnöke és Herz Ilona voltak. Apja testvére, nagynénje: Borsai Mária (1906–1990) meseíró, néprajzgyűjtő, és Huszár Andrásné Borsai Piroska voltak. Anyja testvére, Herz Ottó (1894–1976) zongoraművész volt. Testvére: Borsai Endre gépészmérnök. 
Hamvasztás előtti búcsúztatása a Farkasréti temetőben volt. Temetése a kolozsvári Házsongárdi temetőben zajlott.

## Művei
- A kultúrverseny legszebb táncai és dalai. A dalokat válogatta Borsai Ilona. Összeállította: Sz. Szentpál Mária, a táncrajzokat Benkő András, a viseletrajzokat Lányi Lívia készítette (Budapest 1952)
- Népi gyermekjátékaink az általános iskola 1–2. osztályában. Szerkesztette: Muharay Elemér. A rajzokat Papp Iván készítette. Kottamelléklettel. (Szocialista Nevelés Könyvtára. 97. Budapest, 1954)
- Ki játszik körbe? Újjáéledt népi gyermekjátékaink. Összeállította, szerkesztette: Igaz Máriával. Illusztrálta: Csikós Tóth András és G. Papp Emília (Budapest, 1955)
- Bartók egynemű kórusainak előadásáról. B. Csillag Lujzával és Hegyi Erzsébettel. A karvezetői utasításokat Párkai István írta (Karvezetők kézikönyve; Budapest, 1956)
- Díszítés és variálás egy mátrai falu dalaiban (Ethnographia, 1959 és külön: Budapest, 1959)
- Gaillarde-dallamok Thoinot Arbeau Orchésographie című művében. (Tánctudományi tanulmányok. 1963/64. Budapest, 1964)
- Az egyiptomi zenei szájhagyomány vizsgálatának szerepe az ó-egyiptomi dallamok kutatásában (1968)
- Summásdalok (A parasztdaltól a munkásdalig. Szerkesztette: Katona Imre, Maróthy János, Szatmári Antal; Budapest, 1968)
- Kérdőív palóc területek jellegzetes és értékes dallamainak kutatásához. (Palóc kutatás. Módszertani közlemények. 12. A Dobó Vármúzeum kiadványa. Eger, 1971)
- Énekes-táncos népi gyermekjátékok (Keszler Máriával; Nyelvünk és Kultúránk, 1975)
- Cinege, cinege, kismadár. Népi mondókák, gyermekjátékok kicsinyeknek. A Magyar Rádió Ifjúsági és Gyermekosztálya pályázatának anyagából összeáll. Kovács Ágnessel. Illusztrálta: Györffy Anna. (Budapest, 1975; 2. kiadás: 1976; 3. kiadás: 1983)
- Magyar népi gyermekjátékok. Összeállította: Hajdú Gyulával és Igaz Máriával (Ének-zene szakköri füzetek. 2. Budapest, 1975; 2. kiadás: 1977; 3. kiadás: 1978; 4. kiadás: 1980; 5. kiadás: 1983; 6. kiadás: 1987)
- Bújj, bújj, zöld ág… Népi gyermekjátékok. Válogatta, a játékokat feldolgozta Haider Edit, a népzenei munkatárs Borsai Ilona. Szerkesztette: Kovács Ágnes. Kottamelléklettel. Matkó Katalin rajzaival (Budapest, 1976; 2. kiadás: 1983)
- Kivirágzott a diófa. Népi gyermekjátékok. Válogatta, a játékokat feldolgozta Haider Edit, a népzenei munkatárs Borsai Ilona. Szerkesztette: Kovács Ágnes. Kottamelléklettel. Matkó Katalin rajzaival (Budapest, 1977)
- Régi stílusú elemek megjelenése az új magyar népdalstílusban (Ethnographia, 1977)
- Pávaköri stúdió. Népdalkörök és népzenegyűjtés (Kóta, 1977)
- A „palóc menyasszonyfektető” dallamának nyugati és keleti kapcsolatai (Zenetudományi dolgozatok. 1978. Szerkesztette: Berlász Melinda és Domokos Mária; Budapest, 1979)
- Népdalstrófák komplex vizsgálata. A készülő summás kötet elé. („Akár a vándormadarak…”; Budapest, 1979)
- Magyar népi gyermekjátékok és mondókák. Oktatási segédanyag (Tánc. A Népművelési Intézet kiadványa. Budapest, 1980)
- A magyar népi gyermekmondóka műfaji sajátosságai (Népi kultúra – Népi társadalom, 1980)
- Iskolai énektanításunk jelenéről és jövőjéről. Forrai Katalinnal és Szesztay Zsolttal (Muzsika, 1980)
- Magyar népi mondókák és gyermekjátékok (Gyermekjátszó. 3. Módszertani kiadvány. Szombathely, 1981)
- Eger környéki népdalok. Kottamelléklettel. Összeállította: Nagy Miklóssal; Budapest, 1981)
- Bartók, Kodály és a summások (Zenetudományi dolgozatok. 1981. Szerkesztette: Berlász Melinda és Domokos Mária; Budapest, 1981)
- Magyar népi gyermekjátékok és mondókák (Kodály-szemináriumok. 1970–1980. Válogatás a nyári tanfolyamokon elhangzott előadásokból) (Szerkesztette: Erdeiné Szeles Ida. Budapest, 1982)
- A palóc zenei élet és énekes népköltészet kutatása a XIX. században (Kriza János és a kortársi eszmeáramlatok. Tudománytörténeti tanulmányok a 19. századi folklorisztikáról. Szerkesztette: Kríza Ildikó) (Budapest, 1982)
- A „Mátrai képek” dalai (Zenetudományi dolgozatok. 1982. Szerkesztette: Berlász Melinda és Domokos Mária; Budapest, 1982)
- Fürdik, fürdik a libám. Népi mondókák. Leporelló. Illusztrálta: Reich Károly (Budapest, 1984)
- Népi gyermekjátékok, mondókák. Dobszay László: A magyar dal könyve. (Budapest, 1984; 2. kiadás: 2007)

## Hanglemezei
- Dádili fecske. Galgamácsai népi mondókák és gyermekjátékok (Moldován Domokossal; Budapest, 1981)
- Galgamácsai karácsony. Karácsonyi és újévi népszokások, népdalok, mondókák, népi játékok Galgamácsán (Budapest, 1987)